# 創世記第1章第1節
「起初，神創造天地。」，天主教《思高本》譯「在起初天主創造了天地。」，是圣经《创世记》（天主教譯《創世紀》）第一章的第一节，是《创世记》的開端。希伯来语如下：
- 注音：בְּרֵאשִׁית בָּרָא אֱלֹהִים אֵת הַשָּׁמַיִם וְאֵת הָאָרֶץ‬
- 音译： Bereshit bara Elohim et hashamayim ve'et ha'aretz

1. Bereshit（בְּרֵאשִׁית‬）：在[某物/事]的[开始]。缺失定冠词（相等於英文单词the），但當中有隐含。 [1]
2. bara（ברא‬）：[他]创造了/正创造。这个词是阳性单数形式，沒有直接指出但隱含[他]；此动词只會用於描述上帝。 [2]
3. 埃洛希姆（אלהים‬）：上帝的通用词，无论是以色列的上帝还是其他地方的神都使用此詞語；在创世记第1章中使用，与创世记第2章中引入的短语“雅威埃洛希姆”形成对比。
4. et（אֵת‬）：用于动词的直接宾语前的助词，在這個例子中的賓語就是“天地”，表示“天地”就是“被创造”的东西。
5. hashamayim ve'et ha'aretz（הַשָּׁמַיִם וְאֵת הָאָרֶץ‬）：“天地”是一個相代，這種修辭格表示两者不是单独代表“天堂”和“地球”，而是代表“一切”，即整个宇宙。[3]
6. ha是定冠词，相当于英文单词the。
7. ve相当于“和”。

這句話可以三種方式翻译：

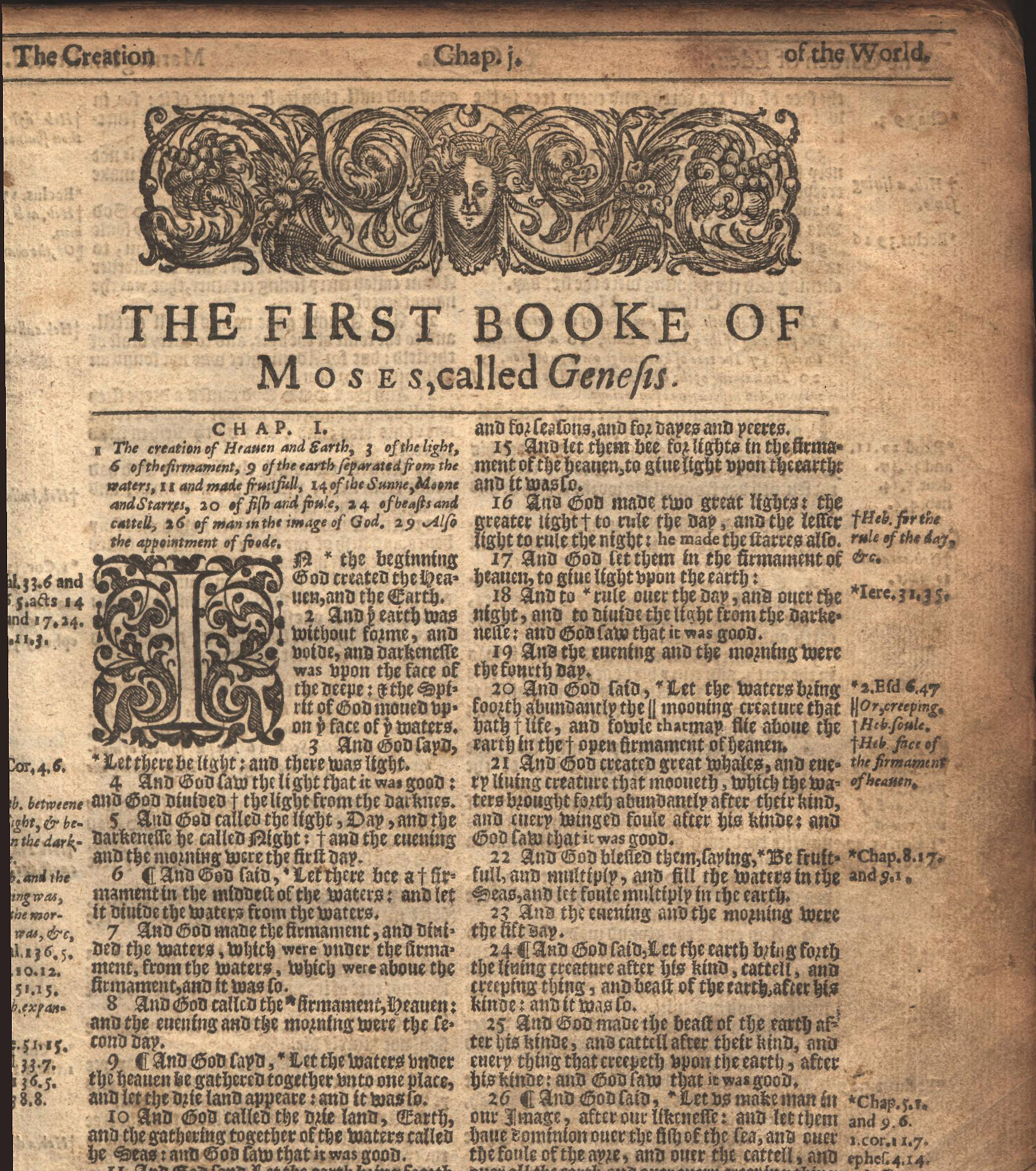
《詹姆士王譯本》中创世记第1章开头。

1. 指出宇宙有绝对的起始（起初，神创造天地）。
2. 描述上帝剛開始创造世界時的状况（起初，神创造天地时，地球是空虛混沌的）。
3. 以创世记1:2全部内容作为背景信息（起初，神创造天地，地是空虛混沌的，神说，要有光！）。 [4]

這節經文是猶太教-基督教自無而有教义的證據，但大部分圣经学者都同意：以严格的語言學和解經學角度来看，這不是首选，作者在公元前500至400年撰寫创世记第一章，他们所关注的不是物质的起源（上帝所創造適宜居住的物质），而是對命运的确定。